# Orszoł

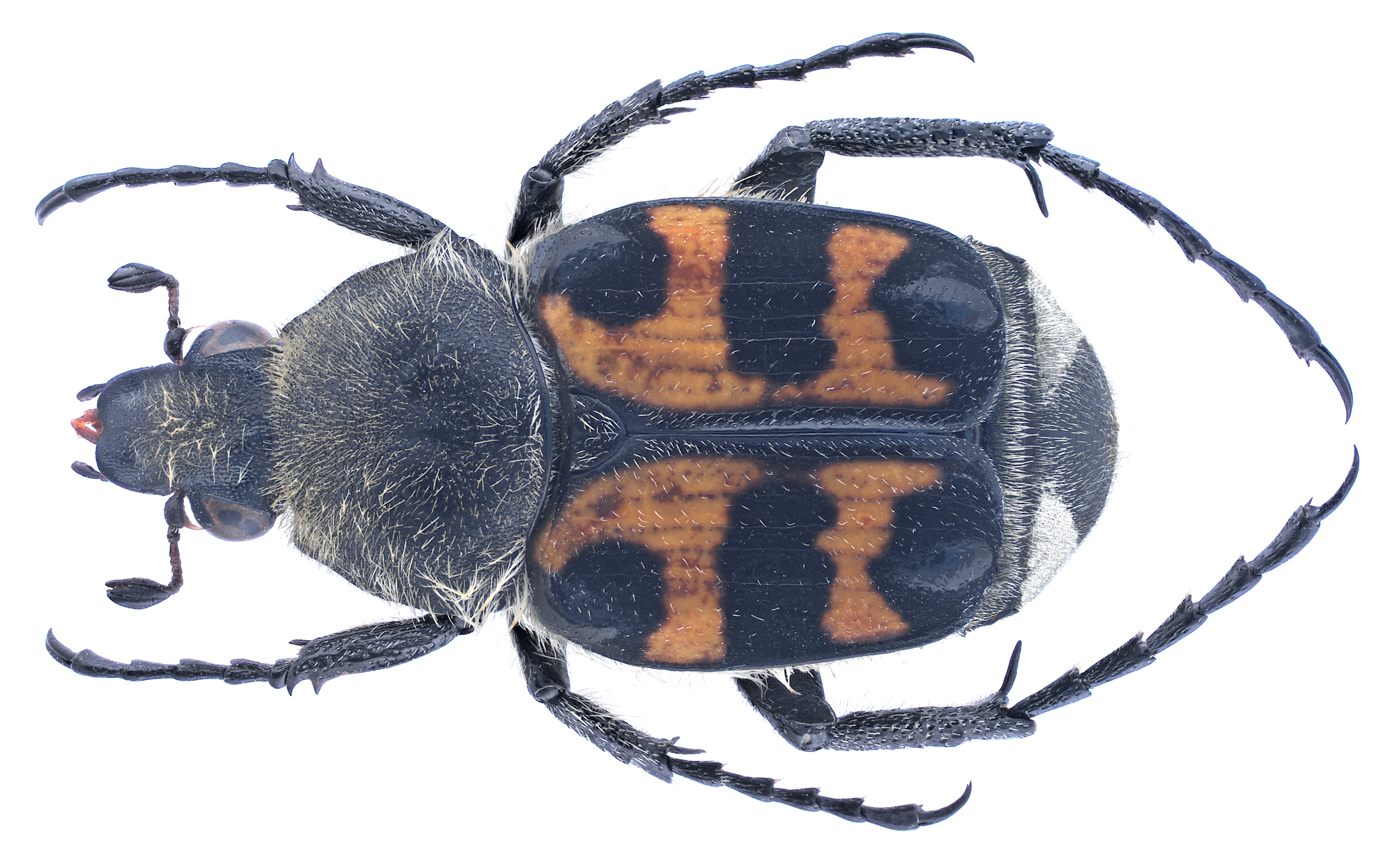
Trichius gallicus

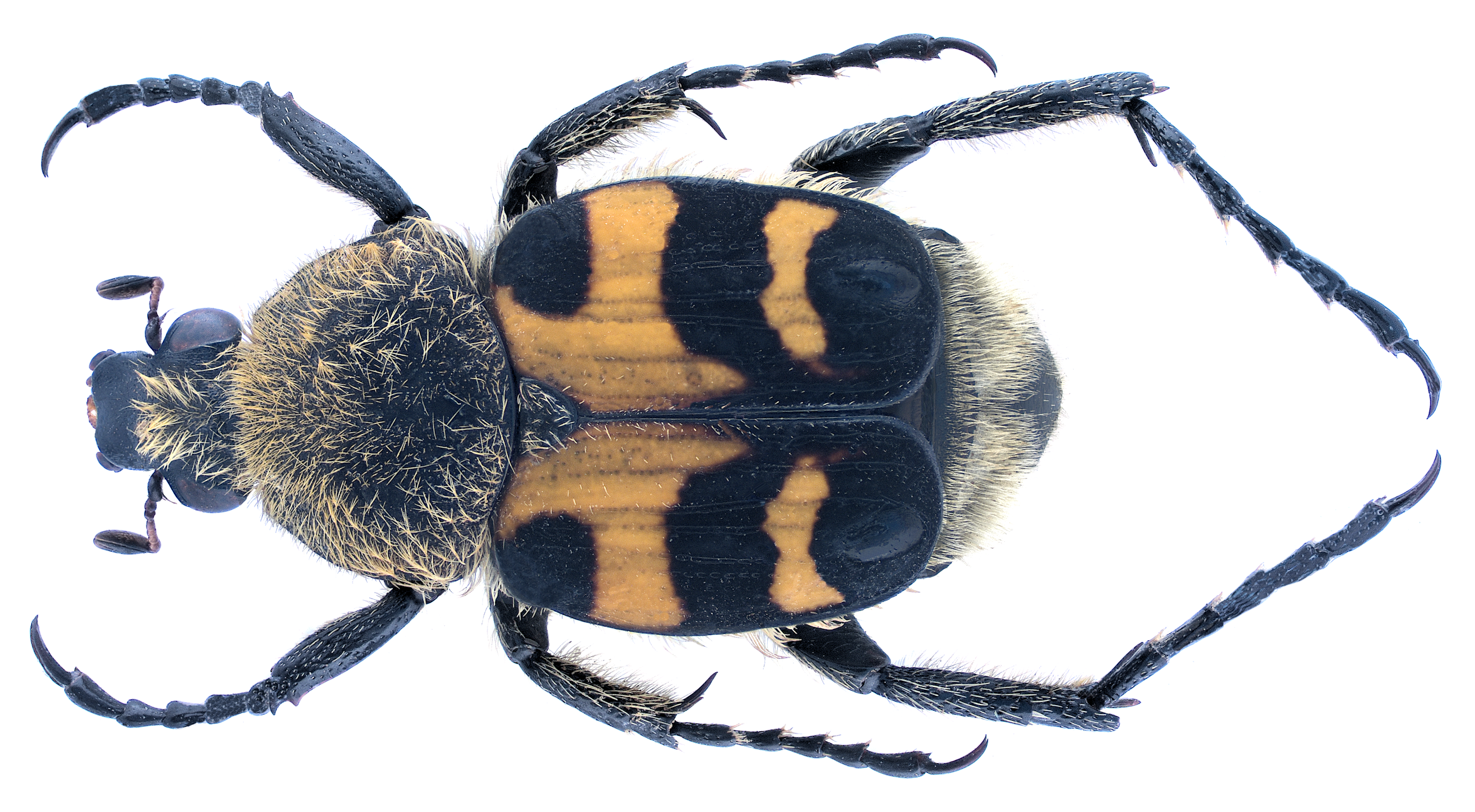
Trichius sexualis

Orszoł (Trichius) – rodzaj chrząszczy z rodziny poświętnikowatych i podrodziny kruszczycowatych.

## Gatunki
Do rodzaju należy 10 gatunków:
- Trichius abdominalis Ménétriés, 1832
- Trichius amoenus Heer, 1847
- Trichius fasciatus (Linnaeus, 1758) – orszoł prążkowany
- Trichius gallicus Dejean, 1821 – orszoł paskowany
- Trichius japonicus Janson, 1885
- Trichius orientalis Reitter, 1894
- Trichius rotundatus Heer, 1862
- Trichius sexualis Bedel, 1906
- Trichius sutularis Kirby, 1827
- Trichius unifasciatus Heer, 1862

## Galeria

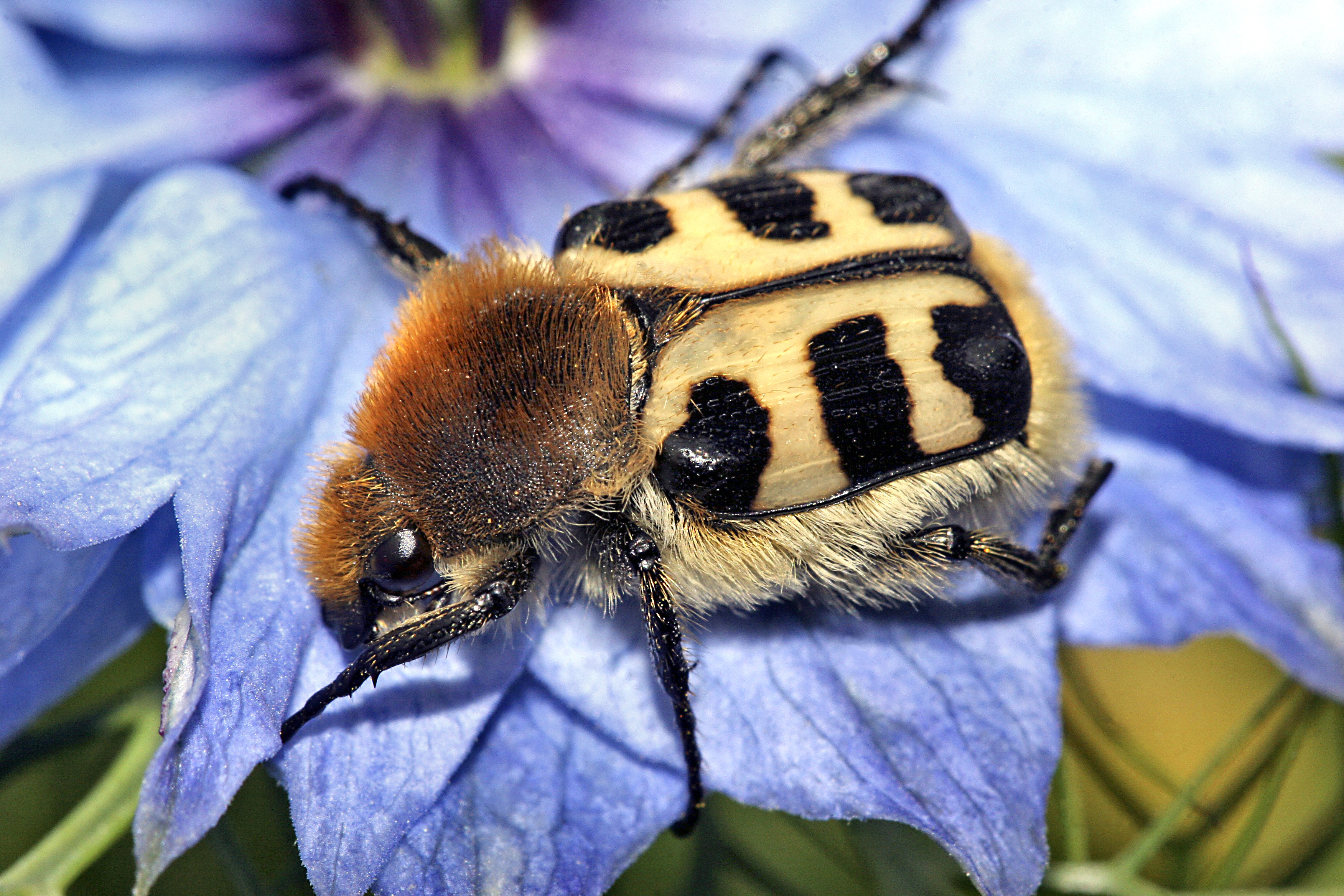
Trichius gallicus
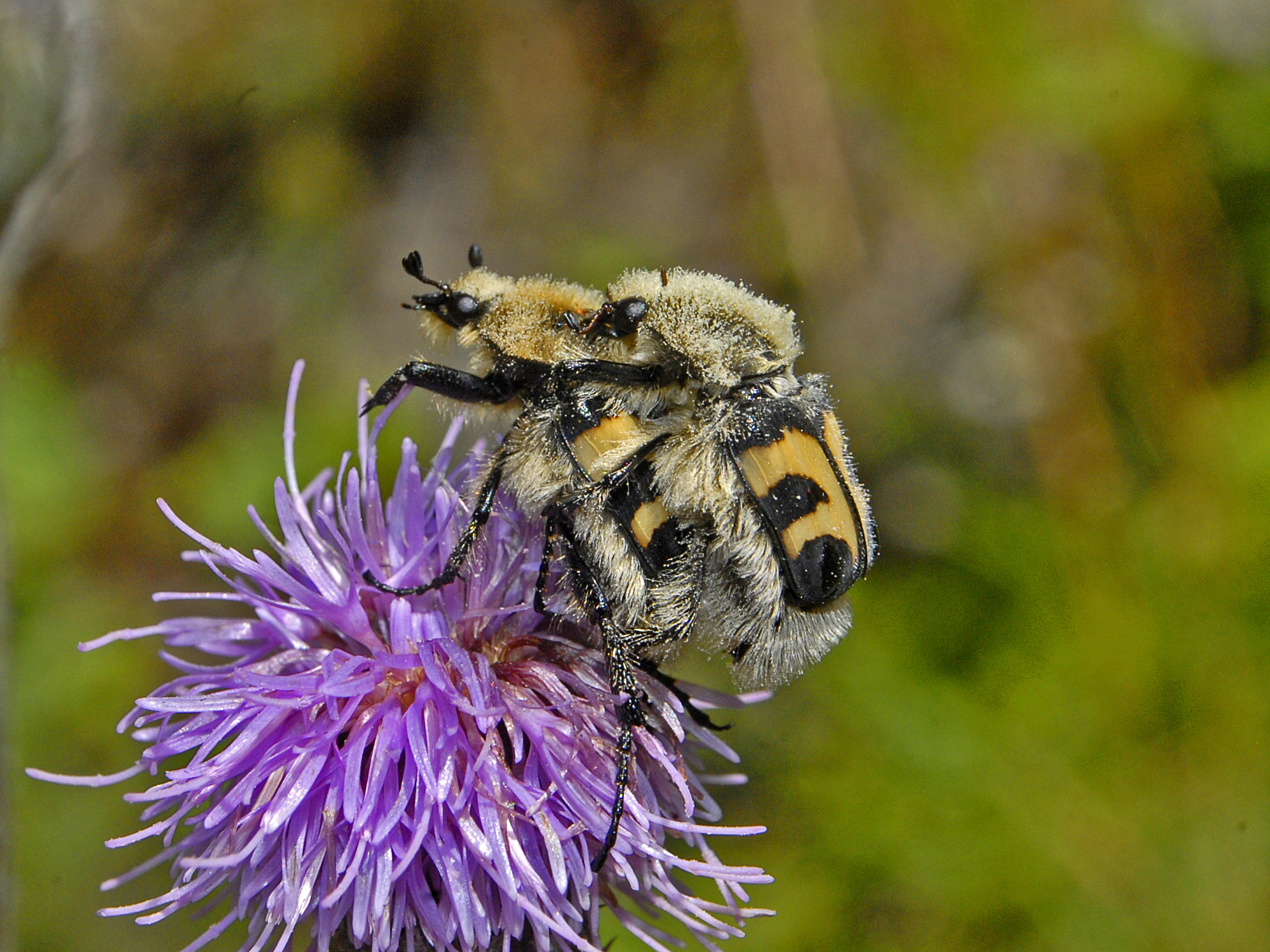
Kopulujące Trichius fasciatus
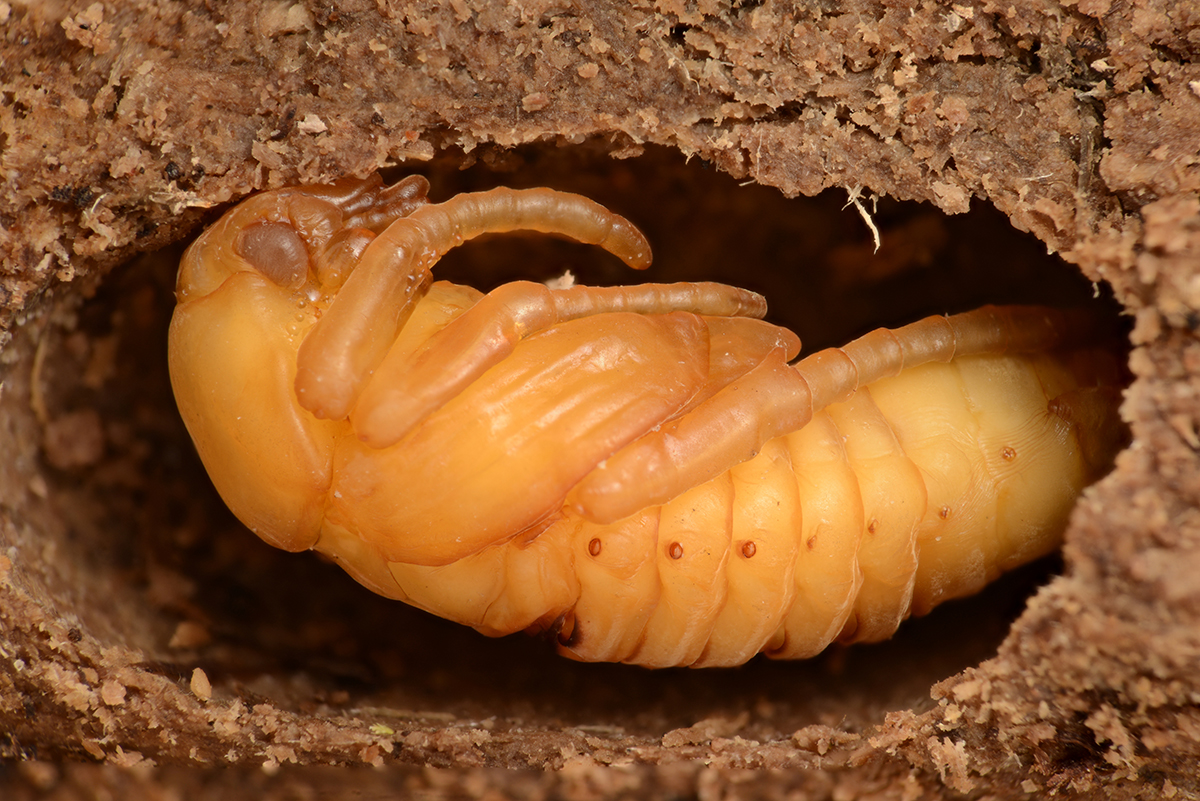
Poczwarka Trichius fasciatus